# Містік (Marvel Comics)
Містік (справжнє ім'я — Рейвен Даркхолм; англ. Mystique, Raven Darkholme) — персонаж з коміксів американського видавництва Marvel Comics, пов'язаний з «Людьми Ікс». Створена художником Дейвом Кокрумом. Письменник Кріс Клермонт побачив роботу Кокрума, описав персонаж «Містик», і, з дозволу Кокрума, вона вперше з'явилася в «Ms. Marvel» № 17 (травень 1978).
Містик — мутант, що перевтілюється, в природному вигляді у неї жовті очі та синя шкіра. Їй понад сто років. У серії, присвяченій їй (випуск № 17), вона каже: «Що стосується цього, то я народилася не вчора, і навіть не в цьому столітті …» (англ. I wasn't born last night, or even last century, for that matter ...). Містик — біологічна мати Нічного Змія і прийомна мати Роуг. Вона була змушена покинути Нічного Змія, але протягом кількох років дбала про Роуг (обидві жінки відчували один до одного змішані почуття).
У більшості історій з її участю Містик виступає як анти-герой, яка очолює «Братство Мутантів» і вбиває декількох важливих людей, залучених до справи мутантів. Тим не менш, в недавньому минулому вона працювала під керівництвом Професора Ікс і тимчасово приєднувалася до «Людей Ікс».
Містік — одна з декількох бісексуальних персонажів, присутніх на сторінках популярних коміксів. У неї були тривалі стосунки з її товаришем по «Братству» Долею (англ. Destiny). Через обмеження на згадки про сексуальні стосунки, зазначених в Кодексі Авторів Коміксів, редактори «Marvel» довгий час не підтверджували це.

## Сили і здібності
Містік — мутант-перевертень. Вона здатна прийняти зовнішність якоїсь гуманоїдної істоти, приблизно однієї з нею ваги і зросту. Здібності дозволяють мутантці копіювати не тільки зовнішність, а й такі індивідуальні риси як голос, хода і навіть відбитки пальців і малюнок сітківки. Містик може копіювати не тільки біологічні компоненти, але і одяг, а також такі аксесуари, як окуляри і ювелірні прикраси.
Мутація Містік включає в себе і підвищені регенераційні здібності, внаслідок уповільнене старіння — незважаючи на свій більш ніж столітній вік, мутантка зберігає спритність і гнучкість жінки, що знаходиться на піку своїх фізичних можливостей.
Ситуація дещо змінилася, коли в міні-серіалі «X-Men Forever» Містік при порятунку мутанта Жаби отримала небезпечну дозу радіації, внаслідок чого мутація посилилася. Природний вид Містік став схожий на образ із серії фільмів «Люди Ікс» — шкіра покрилася лускоподібними утвореннями. Містик отримала великі здібності до трансформації: тепер вона може змінити свій зріст і вагу при перетвореннях. Але головне, що Містік тепер здатна і до біологічних змін — вона здатна відрощувати нові кінцівки, і інші частини тіла. Можливо відростити і нестандартні органи — крила, кігті, природний захисний панцир. Містік змінила місце розташування своїх життєво важливих органів, щоб знизити ризик смерті при пораненнях.
Містік — чудовий  розвідник та  диверсант, причому це ґрунтується не тільки на мутаційних здібностях до мімікрії, але й на особистих навичках. Також Даркхолм — віртуозна злодійка, у крадіжках їй допомагає природна гнучкість і спритність, доведені тренуваннями до майже фантастичного рівня. Рейвен майстерний хакер, здатний до злому більшості комп'ютерних систем. Вона може розкривати і біометричні замки, змінюючи свої відбитки пальців або малюнок сітківки ока.
Через свій столітній вік Містік накопичила величезні знання в шпигунстві, крадіжці, хакерстві, психології і бойових мистецтвах і придбала незрівнянний бойовий досвід, як в рукопашному бою, так і в поводженні з різною зброєю.

## Цікаві факти
- Містік була визнана 18 з 100 лиходіїв коміксів за версією IGN[1].

## Містик поза коміксами

### Кіно
Американська актриса та фотомодель Ребекка Ромейн виконала роль Містік у фільмах «Люди Ікс» (2000), «Люди Ікс 2» (2003) і «Люди Ікс: Остання битва» (2006). На відміну від коміксів, у фільмі Містик завжди оголена: її інтимні частини прикриті «лускою». Протягом трьох частин вона є членом Братства Мутантів Магнето. У третьому фільмі втрачає сили, після попадання дротика з сироваткою, що позбавляє мутантів здібностей. Магнето залишає її, а вона після повертається на звичайну роботу.
Містик також задіяна у фільмі «Люди Ікс: Перший Клас» (2011), де вона є однією з перших Людей Ікс. Її грають три актриси: Дженніфер Лоуренс в юному віці і  Морган Лілі в дитинстві, а також як камео з'явилася Ребекка Ромейн у вигляді дорослого обличия Рейвен. На відміну від коміксів, у фільмі вона була прийомною сестрою Чарльза Завьера, і навіть якийсь час була закохана в Звіра. Коли Магніто залишає перших людей Ікс, Рейвен, яка встигла зав'язати з ним стосунки, йде з ним.
Містік і багато інших персонажів коміксів були спародіював в комедійному фільмі «Дуже епічне кіно» (2007). Їй роль виконала Кармен Електра.